# Unione nazionale protezione antiaerea

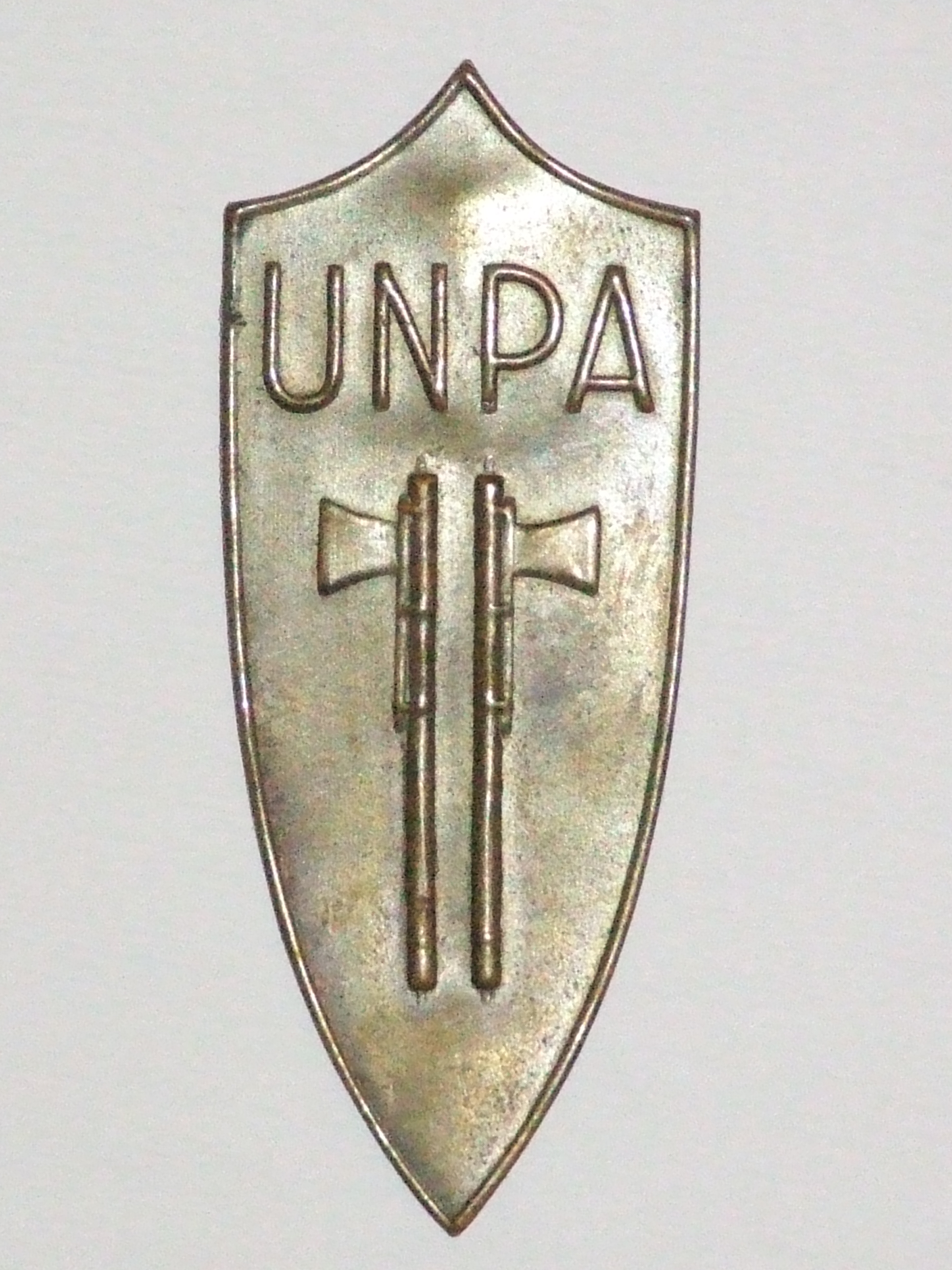
Unione nazionale protezione antiaerea - distintivo da cinturone o da braccio, di volontario, nel periodo della R.S.I.

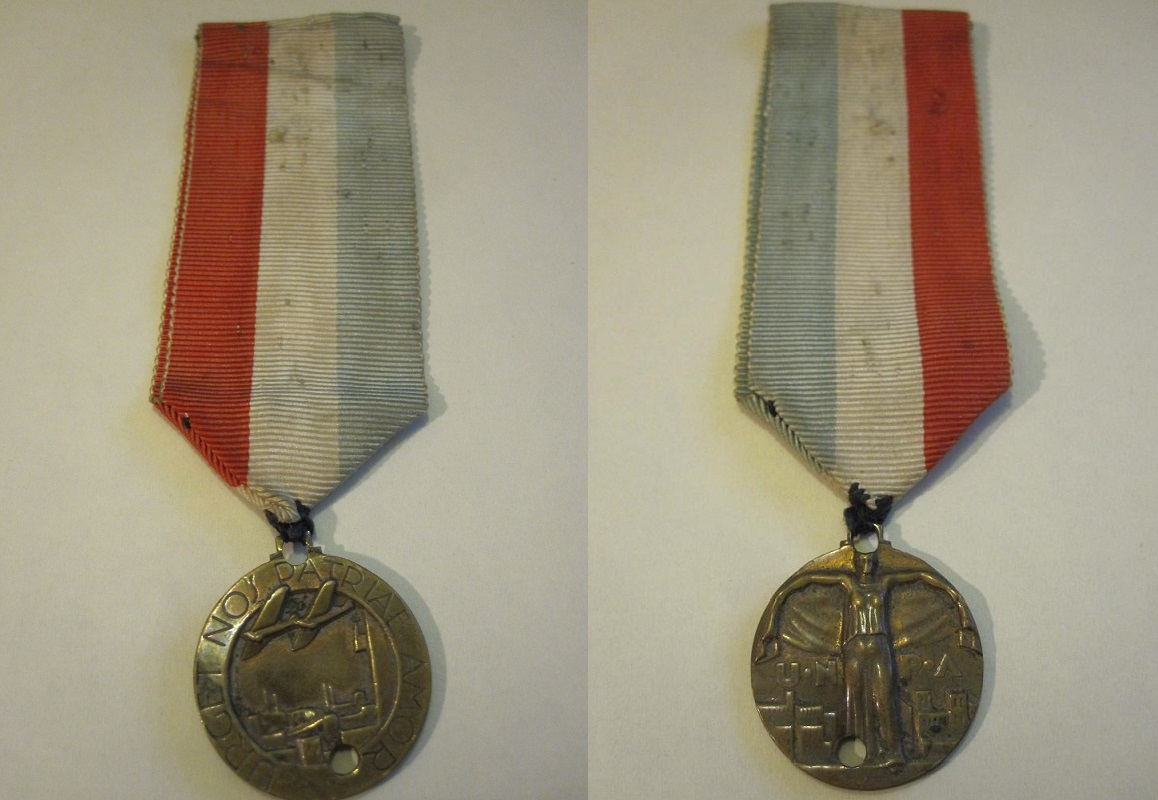

L'Unione nazionale protezione antiaerea,  in acronimo UNPA, era una organizzazione di protezione civile istituita il 31 agosto 1934. Successivamente fu riorganizzata con il regio decreto n.1062 del 14 maggio 1936, che ne stabiliva il funzionamento in tempo di pace e prevedeva l'eventuale controllo del Ministero della guerra in caso di conflitto. La partecipazione alle attività di prevenzione e salvataggio fu basata sul volontariato fino al 18 giugno 1940, quando l'istituzione venne militarizzata, dopo l'entrata in guerra dell'Italia.

Padiglione UNPA alla Fiera di Milano, 1937

 L'UNPA era costituita da personale appositamente addestrato, la cui efficienza era garantita dalle esercitazioni periodiche di protezione antiaerea, spesso documentate nei filmati dell'Istituto LUCE. Verso la fine del conflitto, lo stato di grave emergenza costringeva al reclutamento di persone con età avanzata o con stato fisico non perfetto, limitando in parte la funzionalità del servizio. Il personale comprendeva anche gli ex esuli che avevano abbandonato il paese durante il periodo iniziale del regime fascista, per poi tornare in Italia, questi non potevano partecipare all'esercito e "non aspiravano particolarmente a partecipare alle attività della Milizia". I capi squadra erano preferibilmente persone abili nell'edilizia, essendo ciò utile nel tipo di attività da svolgere.
L'UNPA collaborava attivamente con il Corpo nazionale dei vigili del fuoco e in genere con tutte le forze dell'ordine che si attivavano dopo un bombardamento, e dunque con altri organismi ausiliari come le SPAA (Squadre di protezione antiaerea, organizzate dai comuni), i volontari ausiliari della GIL, le Squadre comunali di autoprotezione (operai specializzati delle amministrazioni comunali: addetti agli acquedotti, elettricisti ecc.), Squadre di Stabilimento (operai addestrati presso i VVF) ed altre. Il personale dell'UNPA era autorizzato a potersi muovere fuori dai rifugi antiaerei anche durante i bombardamenti, comportamento vietato alla cittadinanza e sanzionato se non rispettato.
Le squadre dell'UNPA erano dotate delle tipiche motocarrozzette adibite al trasporto di persone ed attrezzature. Il materiale di caricamento comprendeva attrezzi da scavo e da sfondamento (pale, picconi, asce ecc), scale all'italiana, funi ed altro materiale di salvataggio, oltre agli estintori portatili e di tipo spallabile per l'estinzione dei principi d'incendio.
In seguito ai bombardamenti alleati che colpirono duramente l'Italia durante la seconda guerra mondiale, soprattutto nelle fasi finali, l'UNPA esercitò un ruolo rilevante nel soccorso dei civili sepolti dalle macerie. Numerosissimi sono i racconti degli scampati ad un bombardamento nei quali vengono ricordati i volontari dell'organizzazione mentre prestavano soccorso.
L'UNPA fu sciolta dopo la fine della seconda guerra mondiale, con il Decreto Luogotenenziale 6 marzo 1946, n.175, con decorrenza 28 febbraio 1946.

## Funzioni dell'UNPA

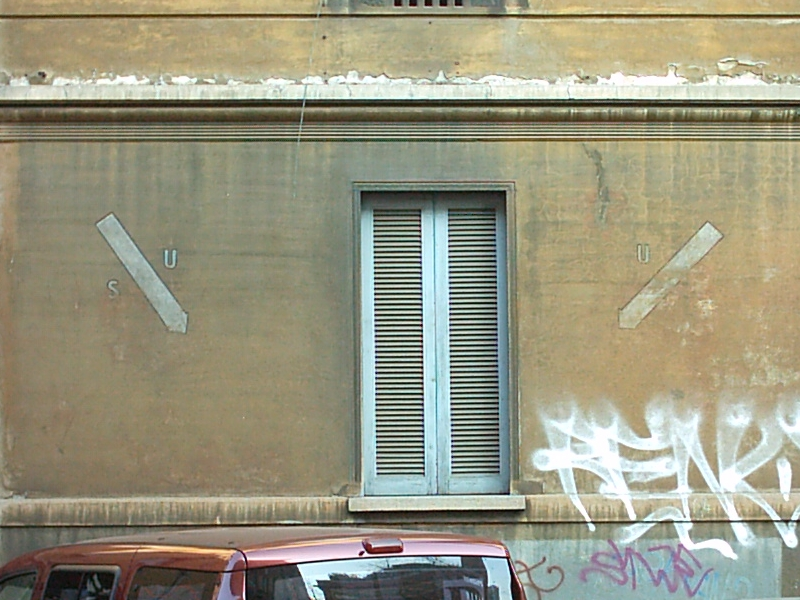
Muro esterno di edificio a Milano: sono dipinte le frecce indicanti l'uscita di sicurezza dal rifugio antiaereo posto nella cantina della casa

L'UNPA assolveva varie funzioni. Tra queste vi erano: occuparsi dell'informazione preventiva sul comportamento in caso di bombardamento, gestire i rifugi antiaerei nonché di cisterne d'acqua interrate per uso antincendio, mantenere i contatti tra le varie squadre al lavoro (il più delle volte utilizzando messaggeri appiedati, con ordini dati direttamente a voce) negli interventi dopo i bombardamenti per le rimozioni delle macerie ed il soccorso dei feriti, coadiuvare nell'identificazione dei morti estratti dalle macerie.
Inoltre informava sulla necessità di abbandono di zone in presunto imminente attacco da parte delle forze nemiche.
Nelle città l'organizzazione della protezione dei civili era basata su rifugi ricavati nelle cantine delle abitazioni. Allo scopo di facilitare l'uso degli stessi e l'eventuale soccorso di quelli che vi erano dentro, furono dipinte delle indicazioni sui muri indicanti la posizione di idranti, pozzi, ingressi e uscite di sicurezza dei rifugi. In ogni palazzo un inquilino venne nominato capo fabbricato con l'incarico di far rispettare l'ordine di ricovero di tutti i presenti nell'edificio, al suono della sirena d'allarme, nel rifugio, e la permanenza degli stessi nel rifugio fino alla sirena con segnale del cessato allarme. Ciascun edificio doveva rispettare le direttive emanate dall'UNPA, comprendenti particolari disposizioni per ridurre il rischio d'incendio in caso di bombardamenti. In particolare, era disposto lo sgombero dei materiali combustibili depositati nei sottotetti, ed il posizionamento di materiali ed attrezzature per l'estinzione dei principi d'incendio (estintori, secchi d'acqua, sabbia e terra per il soffocamento degli ordigni incendiari, attrezzi come pale e picconi). La maggior parte delle abitazioni era dotata di tetto con struttura in legno, particolarmente vulnerabile all'azione dei temibili spezzoni incendiari, detti ordigni contenevano metalli combustibili non estinguibili con acqua o schiuma.
Altre persone svolgevano servizi simili nei rifugi pubblici, o anche presso i rifugi creati presso i luoghi di lavoro.

## Disposizioni dell'UNPA

Milano (1943) dopo un bombardamento: zona compresa tra San Babila e largo Augusto: dà una chiara idea di zone abitative rase al suolo, sullo sfondo il Duomo

Qui sotto sono riportate le otto disposizioni, emanate dall'UNPA, che regolavano la vita delle città nel caso di bombardamento aereo.
1. L'allarme è dato con sei suoni di sirena di 15 secondi intervallati da pause di uguale tempo. Il cessato allarme un fischio di sirena prolungato per due minuti. In caso di avaria o di mancanza di corrente il suono delle sirene è sostituito da tre colpi di cannone ad intervalli di 5 secondi.
2. In caso di allarme aereo correre subito al rifugio più vicino e non attendere gli spari. Non sostare nel mezzo della strada, non circolare. Durante l'allarme massima disciplina.
3. L'oscuramento deve essere totale nei tempi che saranno comunicati.
4. I portoni devono restare aperti durante l'allarme.
5. I cittadini, laddove non sia possibile raggiungere un pubblico ricovero, possono accedere a quelli privati.
6. La capienza di un ricovero è stabilita nel rapporto di due persone per metro quadrato di superficie.
7. Si fa obbligo ai proprietari di case e ai condomini di fornire idoneo ricovero ai caseggiati di loro proprietà: all'uopo venivano stabiliti criteri uniformi nell'adattamento dei locali.
8. I capi fabbricato devono riferire mensilmente al comitato provinciale di protezione antiaerea

## La divisa

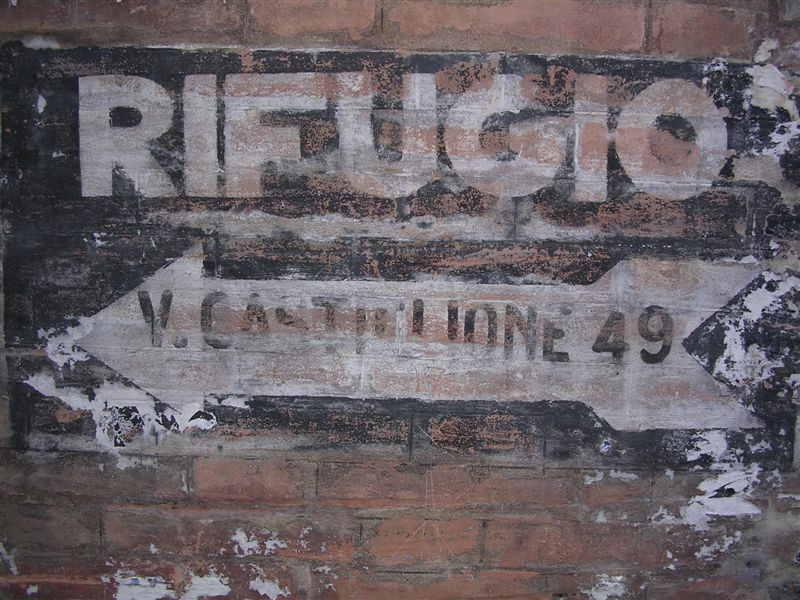
Indicazione di un rifugio ancora visibile su un muro a Bologna

A parte gli alti comandi (organizzati a livello provinciale, che sovente portavano la divisa della Milizia ed erano armati dunque di pistola portata al fianco), era una organizzazione totalmente disarmata, se non di attrezzi per la rimozione delle macerie, come la piccozza (o piccozzina) portata attaccata ad un alto cinturone (la stessa attrezzatura in uso anche ai VVF), la maschera antigas di modello in uso al regio esercito, una tuta da lavoro grigia, o blu, con la scritta sulla schiena UNPA o, più diffusa, sul petto a sinistra, oppure in mancanza di questa anche solo un bracciale al braccio sinistro; un elmetto dismesso dall'esercito (vecchi modelli m.16 della prima guerra mondiale, o modelli m.33 radiati o non accettati per difetti di produzione, in alcuni casi erano di colore tendente al nero oppure grigioverde; questi ultimi spesso recavano un foro anteriormente per indicarli come elmetti non militari) o di recupero dal corpo dei VVF.
Disponevano di un tesserino personale di riconoscimento con foto.

## Le targhe

Propaganda UNPA

Dalla documentazione fotografica pare che l'organizzazione avesse in dotazione esclusivamente motocarri Moto Guzzi 500U (adattati con ulteriori posti a sedere sulla parte anteriore del cassone a lato del sellino del guidatore) la cui targa apposita venne istituita il 1º aprile 1940.

## Cultura di massa
Da segnalare il racconto breve di Italo Calvino citato in bibliografia: Le notti dell'UNPA. Anche lo scrittore Beppe Fenoglio lo cita nei suoi romanzi Primavera di bellezza e Una questione privata: nel secondo, il protagonista Milton vi è stato arruolato a forza.
Ancora oggi, in Sicilia, soprattutto nel dialetto messinese, è presente la seguente espressione: babbu 'i ll'UNPA "scemo dell'unpa" in riferimento all'organizzazione UNPA, a cui aderivano persone esentate, per vari motivi, dal servizio militare.
A Firenze esiste il detto "Icché son dell'UNPA?" che viene usato dalla persona che si sente considerata per ultima e servita malamente (per esempio quando si serve una pietanza a tavola).
Sempre in riferimento al fatto che gli arruolati all'UNPA fossero perlopiù persone anziane o comunque inidonee ad andare al fronte, si ricorda una celebre battuta dei fratelli De Filippo nel corso di una rappresentazione della commedia La fortuna con l'effe maiuscola di Armando Curcio. Si era nel pieno del conflitto bellico e i De Filippo, accaniti antifascisti, non perdevano occasione per prendere in giro il regime. Durante una replica serale della commedia al Teatro Quirino di Roma, Peppino, che interpretava la parte di un ragazzo sempliciotto e lievemente ritardato, cambiò il copione: "Finalmente ho trovato un lavoro. Mi sono iscritto all'Unpa", proferì, rivolto a Eduardo, con lui in scena. Eduardo capì al volo la battuta improvvisata e rilanciò: "Ma come? Tu sei cretino". "Appunto mi hanno preso all'Unpa". La cosa venne riferita al federale di Roma, che decise di mandare una squadraccia per dar loro una lezione. Fu lo stesso Mussolini a salvarli decretando: "Lasciateli perdere, sono la mia valvola di sicurezza".
Nel film Letto a tre piazze, Peppino de Filippo, nel ruolo del professor Castagnano, dichiara di aver fatto il volontario nell'UNPA.